# Forcipomyia paludis
Forcipomyia paludis är en tvåvingeart som först beskrevs av John William Scott Macfie 1936.  Forcipomyia paludis ingår i släktet Forcipomyia och familjen svidknott. Inga underarter finns listade i Catalogue of Life.